# ドミトリー・クルリャンツキー
ドミトリー・クルリャンツキー（ロシア語：Дмитрий Александрович Курляндский、ラテン文字転写：Dmitri Kourliandski、Dmitrij Kurljandskij、1976年6月9日 - ）はロシアの現代音楽の作曲家。モスクワ出身。

## 略歴
1976年、モスクワ生まれ。姓はラトビアのクールラント出身者であることを示している。フルート奏者としての活動を初期に行ったあと、留学先のフランスから程なく帰国した。その後モスクワ音楽院の作曲科へ入りなおして、Leonid Bobylevに師事した。2003年度ガウデアムス大賞のほか、いくつかの受賞歴を持つ。2019年には現代音楽アカデミーImpulsの作曲講師に就任している。

## 作風
作曲作風の模索期にはスペクトル楽派なども参考にしていたようだが、ジェルジ・リゲティのレクイエムの研究を経てセクション間の音響のエネルギーの激しい落差に目覚めるようになってから、才能が開花した。ガウデアムス大賞受賞作となった「innermost man」では、全曲の特殊奏法をシンボル化し、素材をローテーションさせる技法を編み出した。その後はノイズ同士の擦れあいへの偏愛や、ブロック構造的な管弦楽法などで、名声を獲得した。バヤンやダブルアルプホルンなどの、通常では用いられることの少ない楽器の使用に長所が発揮できている。2006年にはドナウエッシンゲン音楽祭で、新作のオーケストラ作品が演奏された。現在、最もロシアで前衛的な作曲家が集ったStructural Resistance Group所属。